# Žarko Peša
Žarko Peša zvani Leopard (Imotski, 11. listopada 1958. — Podhumlje, Vis, 22. kolovoza 2020.), hrvatski policajac, ratni dragovoljac u Domovinskom ratu i dužnosnik u kontraobavještajnim i obavještajnim službama, brigadir HV, dužnosnik u konjičkom športu i poduzetnik

## Životopis
Rodio se je 1958. godine u Imotskome. Svojedobno je radio u MUP-u kao inspektor na suzbijanju trgovine narkoticima. U Domovinskom ratu od najranijih dana. Dragovoljno se je javio za odlazak u Sunju. Jedan od junaka obrane Sunje 1991. godine, gdje je bio sa Slobodanom Praljkom i Svenom Lastom. Među suborcima je ostao upamćen po srčanosti i hrabrosti, a general Janko Bobetko isticao je iznimnu Pešinu ulogu u obrani Sunje, tvrdeći da Peša tad nije bio ondje da bi u pitanje došli i Sisak i sam Zagreb. Nakon par ratnih godina postao je visokim časnikom vojne kontraobavještajne službe (SIS) danas VSOA-e, gdje je kratko vrijeme bio načelnikom uprave / Ravnatelj, te poslije šef operative krovne obavještajne službe (HIS) gdje mu je Ravnatelj bio Miroslav Tuđman.
Od sredine 1990-ih vlasnikom je ondašnjeg restorana Hipodroma na zagrebačkom Hipodromu, koji je u vrijeme dok je postojao bio jedan od najboljih i najskupljih zagrebačkih restorana. Posjećivali su ga slavni iz tuzemstva i inozemstva. 
Od 1993. do 2003. godine upravljao je zagrebačkim Hipodromom, odnosno Konjičkim društvom Zagreb.koje je bilo vlasnikom Hipodroma. U to je vrijeme imao svoje konje koje je uzgojio i koji su pobjeđivali na konjskim utrkama. Na 1. hrvatskom galopskom derbyju pobijedio je konj Runner, a na 2. hrvatskom kasačkom derbyju te godine pobijedilo je grlo Real Law koji je vozio poznati pjevač Zvonko Bogdan. Organizatori su bili Jockey klub Hrvatske, Konjički klub Zrin. i Konjičko društvo Zagreb  Zbog velike ljubavi prema konjima Zvonko Bogdan mu je posvetio pjesmu. Peša je također uzgajao i orlove.  Bio je i veliki ljubitelj antikviteta, starih američkih automobila, zrakoplova jer je bio i pilot, a njegova prijateljstva s Thompsonom, Miroslavom Lilićem, Zlatnim dukatima i ostalim prijateljima su ostala zapamćena i poštovana.
Kad je HDZ izgubio izbore 2000. i došla trećesiječnjaška vlast, umirovljen je i smijenjen sa svih dužnosti. Umirovio se je u činu brigadira HV.
Poslije 2003. otišao je iz Zagreba u Split, a kasnije   na Vis/Komižu voditi jedan od prvih luksuznih nautičkih restorana na Jadranu. legendarnu Jastožeru Sa suprugom je odlučio kupiti posjed u Podhumlju i na tom mjestu otvoriti konobu. Nakon kupnje suočavao se s birokratskim ucjenama. Živio je u Komiži gdje je vodio konobu i bavio se maslinarstvom, vinogradarstvom i vinarstvom. Zadnje desetljeće života proizvodio je vino i bavio se je manje prominentnim ugostiteljskim poslovima.
Zadnjih godina života imao je problema sa srcem. Umro je 22. kolovoza 2020. od zastoja srca u svom domu u Podhumlju.